# بره لس آلپ
بره لس آلپ (به فرانسوی: Berre-les-Alpes) یک کمون در فرانسه است که در آلپ-ماریتیم واقع شده‌است. بره لس آلپ ۹٫۵۸ کیلومتر مربع مساحت دارد ۶۸۲ متر بالاتر از سطح دریا واقع شده‌است.